# Brittanichthys
Brittanichthys is een geslacht van straalvinnige vissen uit de familie van de karperzalmen (Characidae).

## Soorten
- Brittanichthys axelrodi Géry, 1965
- Brittanichthys myersi Géry, 1965